# Vriesea xmorreniana
Vriesea xmorreniana là một loài thực vật có hoa trong họ Bromeliaceae. Loài này được hort. ex E. Morren miêu tả khoa học đầu tiên năm 1882.